# 32308 Sreyavemuri
32308 Sreyavemuri è un asteroide della fascia principale. Scoperto nel 2000, presenta un'orbita caratterizzata da un semiasse maggiore pari a 2,6375550 UA e da un'eccentricità di 0,1368646, inclinata di 8,37761° rispetto all'eclittica.